# Uładówka
Uładówka (ukr. Уладівка, Uładiwka) – wieś na Ukrainie w rejonie lityńskim obwodu winnickiego, centrum rady wiejskiej.

## Geografia
Miejscowość położona nad brzegiem Bohu. Oddalona o 10 km od Kalinówki. We wsi funkcjonuje cukrownia, destylarnia, skład paliw, fabryka mebli, trzy szkoły i stacja kolejowa. Istnieje tu cerkiew Zaśnięcia Bogurodzicy (Свято-Успенський храм) oraz cerkiew św. Niny (w Uładówce Zabużu) należące do eparchii winnickiej UKP PM.

## Historia
Wieś wzmiankowana po raz pierwszy w 1570 r. pod nazwą Juładów (od nazwiska właścicieli - Juładowskich). Po Juładowskich miejscowość była kolejno własnością Rościszewskich, Lubomirskich i Potockich. Po III rozbiorze Rzeczypospolitej znalazła się w ujeździe winnickim guberni podolskiej Imperium Rosyjskiego. Zmarł tu pisarz i podróżnik Jan Potocki i tutaj też znajdowały się jego zbiory archeologiczne i geograficzne. Według Słownika geograficznego Królestwa Polskiego w 2 poł. XIX w. Uładówka należała do najbardziej uprzemysłowionych miejscowości na Podolu, głównie dzięki działalności gospodarczej Potockich. Znajdowały się tu m.in. cukrownie i gorzelnie.
Po wojnie domowej w Rosji Uładówka znalazła się w granicach ZSRR.